# لاک-سن-ژوزف، کبک
لاک-سن-ژوزف (به فرانسوی: Lac-Saint-Joseph) شهرکی در منطقه شهری لا ژاک-کارتیه ناحیه کاپیتل-ناسیونال در استان کبک کانادا است. در سرشماری سال ۲۰۱۱ این شهرک ۲۰۱ نفر جمعیت داشته‌است و مساحت آن ۳۲٫۸۱ کیلومتر مربع است.